# Estação Ayacucho (Metrô de Los Teques)
A Estação Ayacucho é uma das estações do Metrô de Los Teques, situada no município de Guaicaipuro, entre a Estação Las Adjuntas e a Estação Alí Primera. Administrada pela C. A. Metro Los Teques, faz parte da Linha 1.
Foi inaugurada em 7 de outubro de 2015. Localiza-se na Rua Central.